# Vedat Muriqi
Vedat Muriqi (Prizren, 24 april 1994) is een Kosovaars voetballer, die doorgaans als aanvaller speelt. Hij verruilde SS Lazio in juli 2022 voor Mallorca, die hem het voorgaande half jaar al gehuurd hadden. Muriqi debuteerde in 2016 in het Kosovaars voetbalelftal.

## Jeugd
Vedat Muriqi werd in Prizren, destijds het voormalige Joegoslavië, nu Kosovo, geboren. Hij beschikt over zowel een Kosovaars, Albanees als een Turks Paspoort. In juli 2015 verwierf hij het Turks staatsburgerschap onder de genaturaliseerde naam Vedat Muriç.

## Erelijst
Persoonlijk
Kosovaars voetballer van het jaar: 2019